# Armands Abols
Armands Abols es un pianista de origen letón que enseña en el Conservatorio de la Universidad Austral de Chile.

## Vida
Nace en Riga, Letonia. Desde muy joven recibe educación musical en su país y con la pianista Ilze Graubina. Ganó el Concurso María Canals de Barcelona en 1992, luego participa en el Concurso Internacional de Piano Dr. Luis Sigall, llevado a cabo en Viña del Mar, Chile, donde gana el Primer Premio, Medalla de Oro, Medalla Claudio Arrau y el Premio Especial de la Audiencia. Fue finalista en el Concurso Internacional de Piano de Santander "Paloma O'Shea" de 1995, donde el Primer Premio fue declarado desierto, ese mismo año da también una extensa gira de conciertos por España y Cataluña.
Entre 1998 y 1999 viaja a los Estados Unidos de América a perfeccionarse cómo pianista en el Instituto de Música de Cleveland, ciudad en la que paralelamente participa durante el año 1999 en el Concurso Internacional de Piano de Cleveland (ex R. Casadesus), donde obtiene el premio al mejor intérprete de obra barroca.
Luego, en el Concurso Internacional de Piano de Andorra le fue otorgado el premio al mejor intérprete de Chopin.
Ha realizado giras de concierto por numerosos países tanto en Europa como en América, presentándose en varios de los lugares más prestigiosos, los cuales incluyen el Carnegie Weill Recital Hall y la Sala de la ONU de Nueva York. Se ha desempeñado como solista junto a la Royal Philharmonic Orchestra, Orquesta Sinfónica de la Corporación Cultural de la Universidad de Concepción y la Orquesta Sinfónica de Chile entre otras. También ha realizado grabaciones para varias Radioemisoras y sellos de diferentes países, como la Radio Nacional de España, la Radio Nacional de Colombia, la Televisión Española (TVE), entre varias otras.
Se encuentra radicado en Chile, en la ciudad de Valdivia.